# Neuropatia òptica hereditària de Leber
La neuropatia òptica hereditària de Leber (NOHL) o, senzillament, neuropatia òptica de Leber és una degeneració hereditària mitocondrial (transmesa de la mare a la descendència) de les cèl·lules ganglionars de la retina i els seus axons que condueix a una pèrdua aguda o subaguda de la visió central; afecta principalment a homes adults joves. L'NOHL es transmet només a través de la mare, ja que es deu principalment a mutacions en el genoma mitocondrial (no nuclear), i només l'òvul aporta els mitocondris a l'embrió. L'NOHL sol ser degut a una de les tres mutacions puntuals de l'ADN mitocondrial (ADNm) patogen. Aquestes mutacions es troben a les posicions de nucleòtids 11778 G a A, 3460 G a A i 14484 T a C, respectivament en els gens de la subunitat ND4, ND1 i ND6 del complex I de la cadena de fosforilació oxidativa dels mitocondris. Els homes no poden transmetre la malaltia a la seva descendència.